# Akita Kōritsu Bijutsu Daigaku
Koordinaten: 39° 41′ 9,8″ N, 140° 5′ 27,2″ O

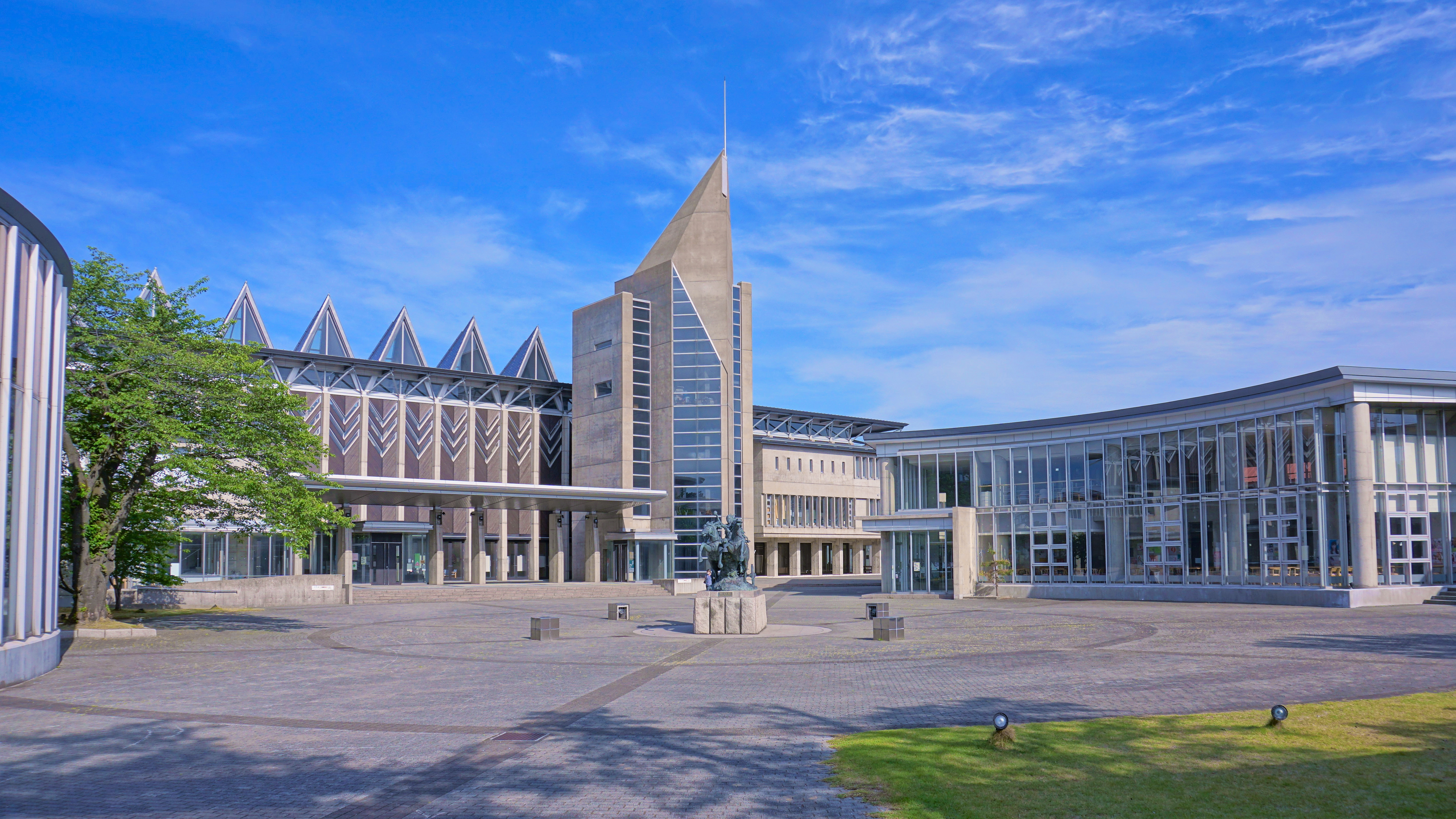
Hauptgebäude (2019)

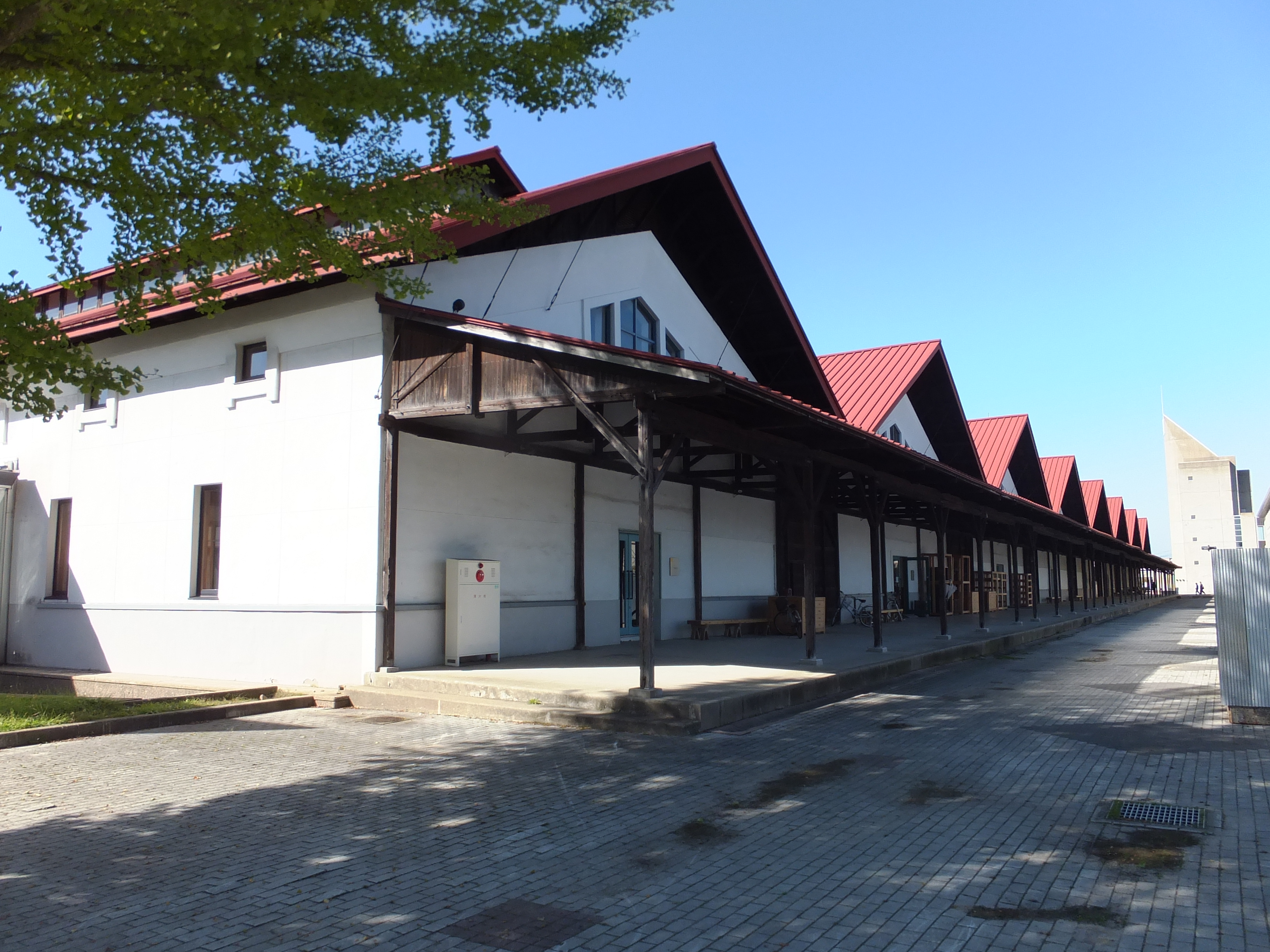
Atelier Momosada, ehemalige staatliche Reislager, erbaut 1934 (2016)

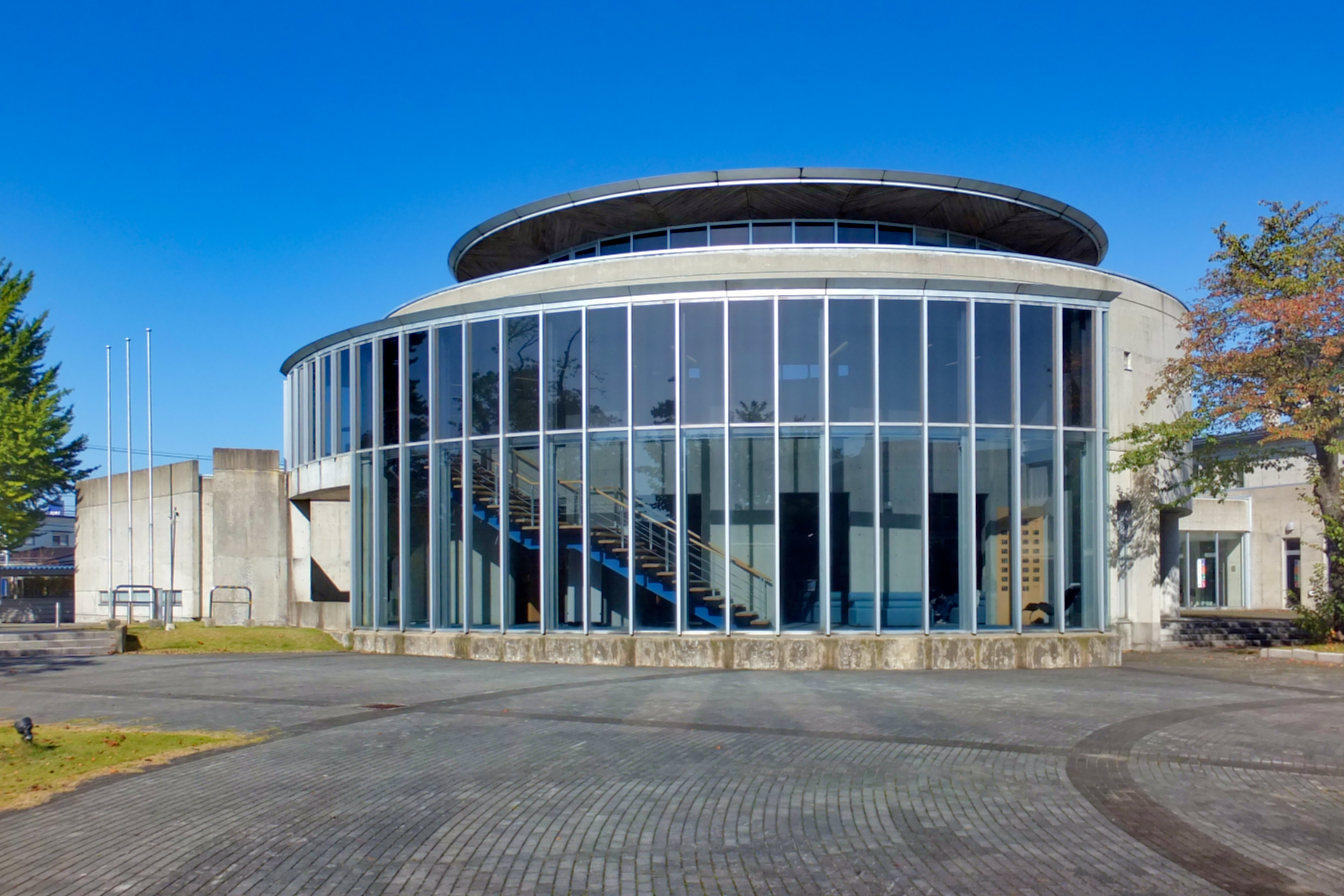
Library

Die Akita Kōritsu Bijutsu Daigaku (japanisch 秋田公立美術大学, wörtlich  „Öffentliche Universität für Bildende Kunst Akita“; engl. Akita University of Art, kurz: Akibi (秋美) oder AUA) ist eine städtische Universität in Akita in der Präfektur Akita (Japan).
Der Ursprung der Universität liegt in der 1952 gegründeten Städtischen Handwerksschule Akita (jap. 秋田市立工芸学校 Akita-shiritsu kōgei gakkō; engl. Akita City School of Arts and Crafts). 1975 wurde sie in Städtische Fachschule für Kunst und Handwerk reorganisiert, 1995 dann in Öffentliche Kurzuniversität für Kunst und Handwerk Akita (秋田公立美術工芸短期大学, Akita kōritsu bijutsu kōgei tanki daigaku). 2013 entwickelte sie sich zur 4-jährigen Akita Kōritsu Bijutsu Daigaku. 2017 richtete sie die Graduiertenschule (Masterstudiengang) ein, und 2019 begann der Doktorkurs.
Auf dem Campus gibt es 8 ehemalige Reislager, die 1934 erbaut und bis 1990 gebraucht wurden. 7 von 8 Reislager wurden von der 1995 eingerichteten Kurzuniversität übernommen und als Ateliers wiederverwandt.

## Fakultäten
- Fakultät für Bildende Kunst (jap. 美術学部)
  - Studiengang für Arts & Roots
  - Studiengang für Multidisciplinary Arts
  - Studiengang für Creative Manufacturing Design
  - Studiengang für Communication Design
  - Studiengang für Landscape Design